# ولفگانگ کنالر
ولفگانگ کنالر (آلمانی: Wolfgang Knaller؛ زادهٔ ۹ اکتبر ۱۹۶۱) یک بازیکن فوتبال اهل اتریش است.
وی همچنین در تیم ملی فوتبال اتریش بازی کرده‌است.